# Port lotniczy Bhadrapur
Port lotniczy Bhadrapur – port lotniczy położony w Bhadrapurze, w Nepalu. Oferuje połączenia do Katmandu.